# Джошуа, Абель
Абель Джошуа Нантумбу (порт. Abel Joshua Nhantumbo; род. 12 июля 2000, Мапуту, Мозамбик) — мозамбикский футболист, полузащитник сборной Мозамбика.

## Карьера
Играл в молодёжных командах «Блек Буллз» и «Амора». В январе 2019 года стал игроком команды последних. В июле 2020 года перешёл в «Виторию» (Гимарайнш), где был заявлен за команду U23. 

## Карьера в сборной
Весной 2021 года был вызван в сборную Мозамбика. Дебютировал на международном уровне в матче квалификации Кубка Африканских Наций со сборной Кабо-Верде. 